# Johann Georg Weckenmann
Johann Georg Weckenmann (* 1727 in Uttenweiler; † 1795 in Haigerloch) war Hofbildhauer des Fürsten Joseph Friedrich von Hohenzollern-Sigmaringen.

## Leben

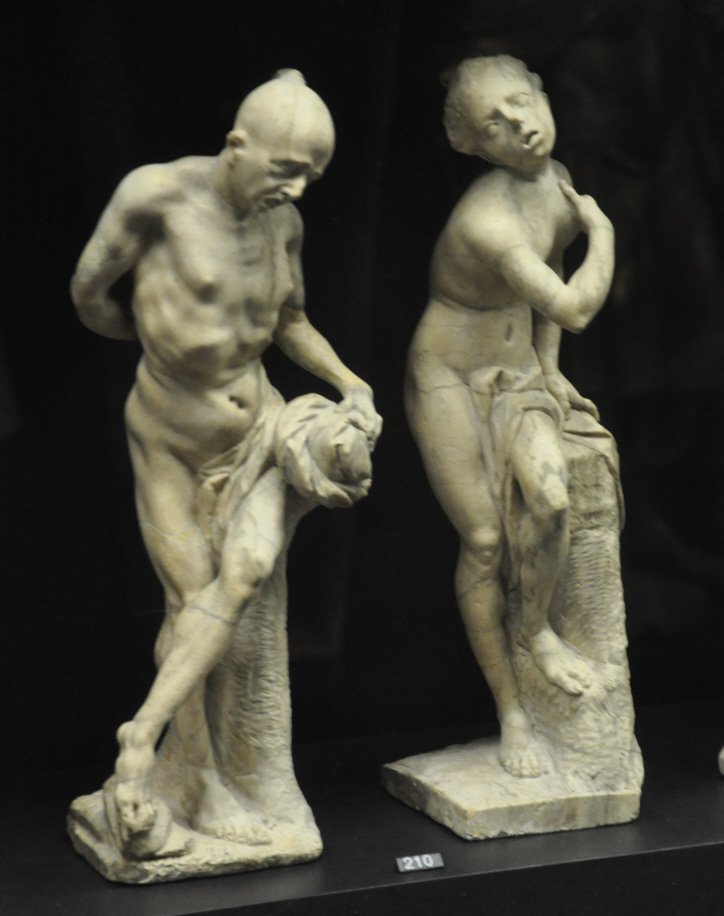
Sklave und Sklavin (Tatar und Tatarin), zwischen 1761 und 1773; Alabaster; aus dem Tatarenzimmer des Hagschlosses bei Haigerloch; heute im Liebieghaus, Frankfurt am Main, Inv. Nr. 690–691.

Die Herkunft Johann Georg Weckenmanns ist bis heute nicht genau bekannt, vermutlich wurde er jedoch 1727 in Uttenweiler bei Riedlingen geboren. Wie viele andere Bauernsöhne kam er in das Riesenheer der Handwerker und Handlanger beim Bau des Zwiefalter Münsters. Unter den dortigen Bildschnitzern, Stuckateuren und Steinbildhauern entwickelte er seine Begabungen und erwarb sich die Gunst des Baukünstlers Johann Michael Fischer. In den 1760er Jahren gab es einen Briefwechsel zwischen Johann Michael Fischer und dem Fürsten Joseph Friedrich von Hohenzollern; Thema war der Neubau der abgängigen St. Anna-Wallfahrtskirche in der Oberstadt von Haigerloch. Ein Haigerlocher Ratsprotokoll von 1753 berichtet über die durch eine landesherrliche Anordnung erleichterte Einbürgerung Weckenmanns und seiner Titulierung als Hofbildhauer.
Bis zum Tode des Fürsten Joseph Friedrich von Hohenzollern 1769 wurde Weckenmann eine Reihe von Arbeiten im Fürstentum übertragen:
- der gesamte plastische Schmuck an der Wallfahrtskirche St. Anna in Haigerloch
- die holzgeschnitzte Schmerzensmutter am Fuße des Kruzifixes der Haigerlocher Schlosskirche
- die Gestaltung der Andachtsstätte auf dem Martinsberg bei Hechingen
- die Kreuzigungsgruppe des Kalvarienberges für die Klosterkirche St. Luzen in Hechingen

Nach 1769 schuf Weckenmann die Apostelstandbilder des Petrus und Paulus für den Hochaltar in der Sigmaringer Stadtkirche, die überlebensgroße klassizistische Nepomukstatue im Oberndorfer Klostergarten und das reiche Barockportal für die dortige Augustiner-Klosterkirche.
Wenig später übertrug ihm Pierre Michel d’Ixnard die Gestaltung der Portalbekrönung an der neu erbauten Hechinger Stiftskirche.
Weckenmanns letzter Großauftrag und eines seiner berühmten Werke ist die Figurenallegorie beim Speth´schen Stadtschloss in Gammertingen. Dort entstand im Auftrag der Freiherren von Speth zu Zwiefalten ein klassizistisches Schloss. Auf der Terrasse bilden seine acht Sandsteinstatuen eine künstlerische Abgrenzung gegenüber der profanen Welt. Die Figuren von vier Gottheiten (Orpheus, Asklepios, Diana und Flora) sind ergänzt durch kleinere Puttenfiguren, die die vier Jahreszeiten symbolisieren. Die Puttenoriginale waren jedoch in den 1960er Jahren so verwittert, dass die Stadt Gammertingen beim Tübinger Bildhauer Gerhard Halbritter neue in Auftrag gab. Diese fielen Dieben zum Opfer. Im Mai 2008 wurden weitere Putten gestohlen, so dass der Steinmetz und Bildhauer Christoph Stauß aus Rulfingen im Auftrag der Stadt zwei Repliken im Einzelwert von 5.500 Euro herstellte und im Mai 2010 am Originalplatz aufstellte. Zeitgleich wurde die verschollen geglaubte Sandsteinfigur der Jagdgöttin Diana, die zum Figurenensemble beim Schloss gehört, wiedergefunden. Stauß identifizierte die seit Jahrzehnten in einer städtischen Garage lagernde Statue als ein Originalwerk von Weckenmann. Auf dem Kunstmarkt würde die Weckenmannfigur einen Wert von 40.000 bis 50.000 Euro erzielen. Allerdings stammt sie wohl nicht aus der Glanzzeit des barocken Künstlers; sondern könnte von dessen Sohn hergestellt worden sein. Der war ebenfalls Bildhauer, hat aber nicht die Berühmtheit des Vaters erlangt.